# Mariana (Millais)
Mariana is een schilderij van de prerafaëlitische Engelse kunstschilder John Everett Millais, geschilderd in 1851, olieverf op paneel, 59,7 x 49,5 centimeter groot. Het toont een scène uit het gelijknamige gedicht van Alfred Tennyson uit 1830, over een jonge vrouw die door haar verloofde is verlaten. Het schilderij bevindt zich sinds 1999 in Tate Britain te Londen. Eerder behoorde het tot de particuliere collectie van de Britse diplomaat en baron Roger Makins (1904-1996).

## Mariana
Mariana is de titel van een gedicht van Alfred Tennyson uit 1830, gebaseerd op het toneelstuk Measure for Measure van William Shakespeare. Mariana is een jonge vrouw die door haar verloofde Angelo verlaten is nadat haar bruidsschat bij een scheepsramp verloren is gegaan. Sindsdien leeft ze teruggetrokken in een landhuis, in afzondering. Gekweld door verlangen naar haar vroegere geliefde, nog steeds op hem wachtend, zoekt ze troost in devotie tot de heilige maagd Maria.
Net als veel andere prerafaëlieten vond Millais vaak inspiratie in de romantische Engelse literatuur, in het bijzonder van Sheakespeare, Keats en Tennyson. Toen hij zijn Mariana in 1851 voor het eerst exposeerde bij de Royal Academy of Arts voegde hij er de laatste strofe van Tennysons gedicht bij:
| Originele Engelstalige tekst The sparrow's chirrup on the roof, The slow clock ticking, and the sound, Which to the wooing wind aloof The poplar made, did all confound Her sense; but most she loathed the hour When the thick-moted sunbeam lay Athwart the chambers, and the day Was sloping toward his western bower. Then said she, "I am very dreary, He will not come", she said; She wept, "I am aweary, aweary, O God, that I were dead!" | Nederlandse vertaling door Ike Cialona, 2008 Het tsjilpen van de vogelschaar, Het klokgetik en het geruis Waarmee de populieren kuis De wind weerstonden, stoorde haar, Maar meer nog vreesde zij het uur Waarin haar woning werd verguld Door licht, van dansend stof vervuld, Voordat de dag verging in vuur, Dan klaagde zij bedroefd haar nood En zei: "Hij komt vandaag niet meer Ik leg mijn moede hoofd terneer Oh lieve God, was ik maar dood". |

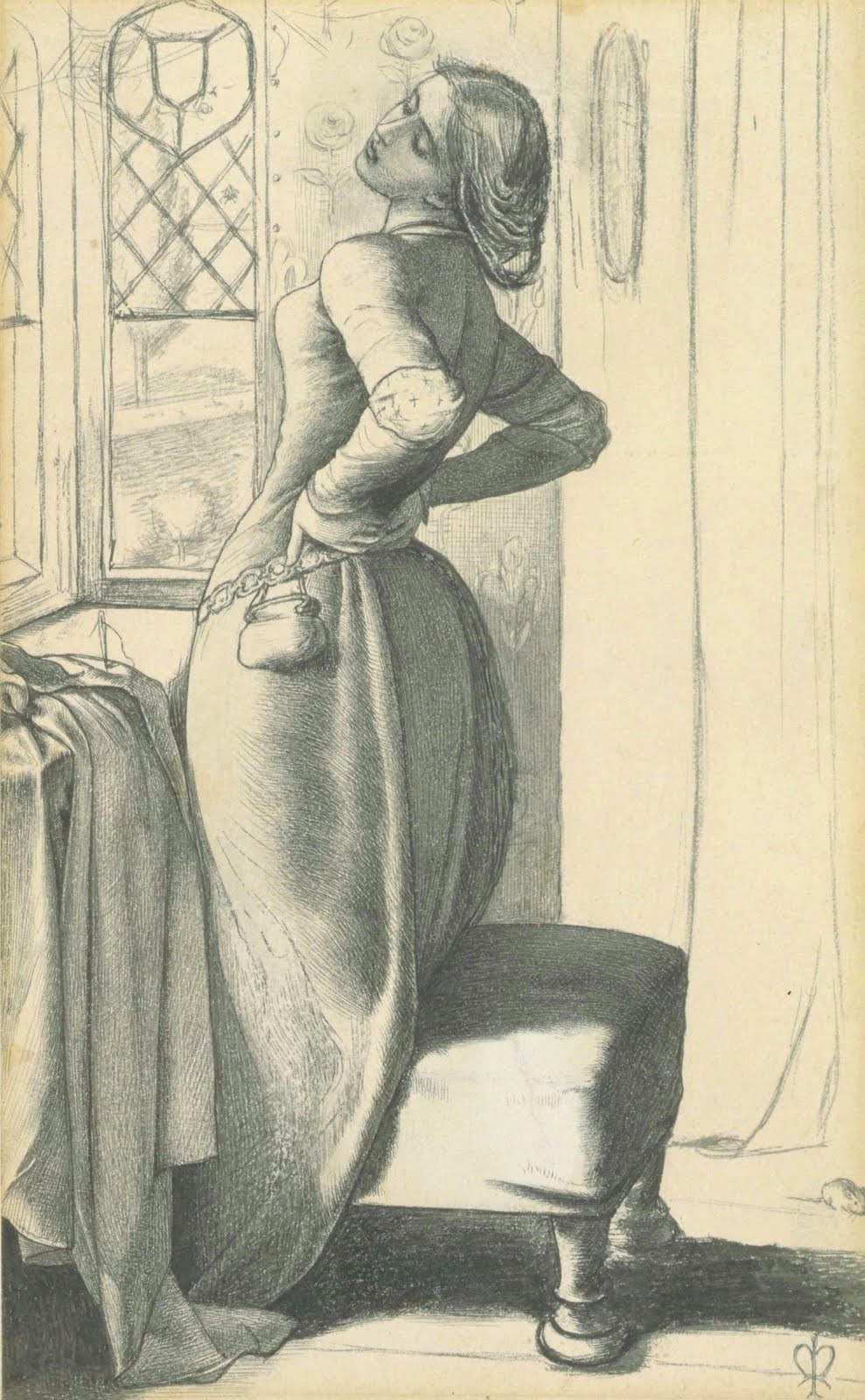
Studie uit 1850.

## Millais' interpretatie
Net als Tennyson in zijn gedicht probeert Millais Mariana’s innerlijke onrust in metaforen te vangen. De spanning tussen haar lichamelijke verlangens en haar intense verdriet worden uitgedrukt in haar houding. Met haar handen ondersteund ze vermoeid haar onderrug. Haar onbewust wulpse houding, in combinatie met haar bleke gezicht en gesloten ogen, suggereren het onbevredigd –seksueel- verlangen van een eenzame vrouw. Tegelijkertijd straalt ze echter een zekere lusteloosheid uit, die haar wanhoop en frustratie onderstreept.
Kenmerkend voor Millais' prerafaëlitische stijl is het typerende harde, contrasterende kleurgebruik en de hyperrealistische aandacht voor details, vol Middeleeuwse symboliek. Het sneeuwvlokje in het heraldische raam weerspiegelt Mariana's maagdelijkheid. De herfstbladeren duiden op het verstrijken van de tijd en de vergankelijkheid van haar schoonheid. De glas-in-loodramen zijn geschilderd naar voorbeelden in de Merton College Chapel in Oxford en beelden Maria's annunciatie uit. Mariana's devotie maar ook haar verveling wordt nadrukkelijk gesymboliseerd door de het borduurwerk waar ze mee bezig is en dat al bijna klaar is. De naald is er zojuist stevig ingestoken, ten teken dat het werk met een zekere abruptheid onderbroken is.

## Ontvangst en waardering
Millais maakte diverse voorstudies voor het schilderij. Aanvankelijk was het waarschijnlijk bedoeld als een pendant van William Holman Hunts Claudio and Isabella, dat eveneens een scène uit Measure for Measure uitbeeldt. Millais exposeerde zijn Mariana in 1851 bij de Royal Academy samen met De houthakkersdochter en De terugkeer van de duif naar de ark, waar Hunt zijn schilderij pas later tentoon zou stellen. De drie schilderijen van Millais werden aanvankelijk door de kritiek niet goed ontvangen. De jonge schilder—kunstcriticus John Ruskin prees de werken echter in een brief aan The Times, vooral om de technische competentie, het nauwkeurige realisme, het levendige kleurgebruik en de intensiteit van de weergave. Zijn positieve opstelling betekende een doorbraak in de aanvaarding van de prerafaëlitische kunst.

## Galerij

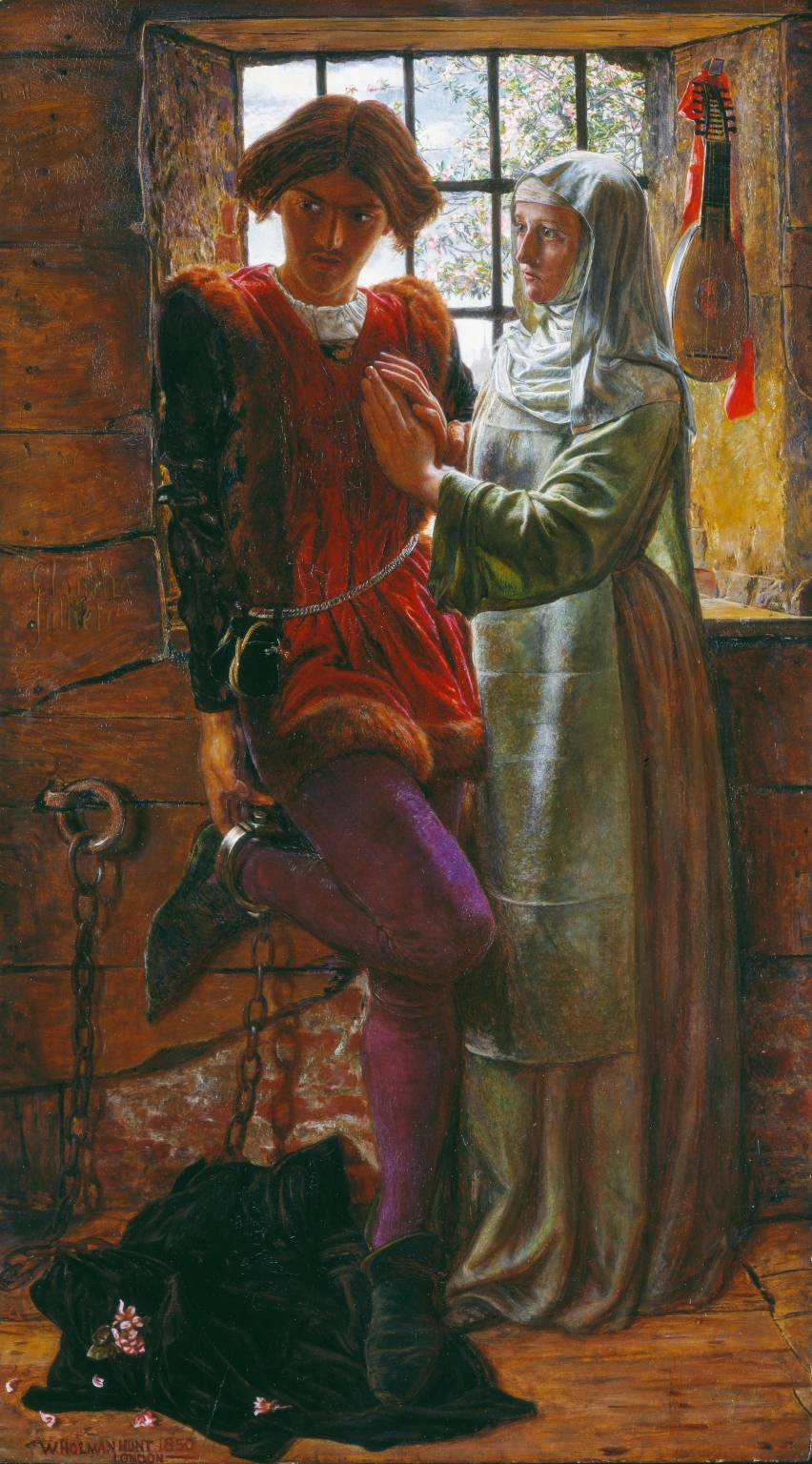
Hunt: Claudio and Isabella
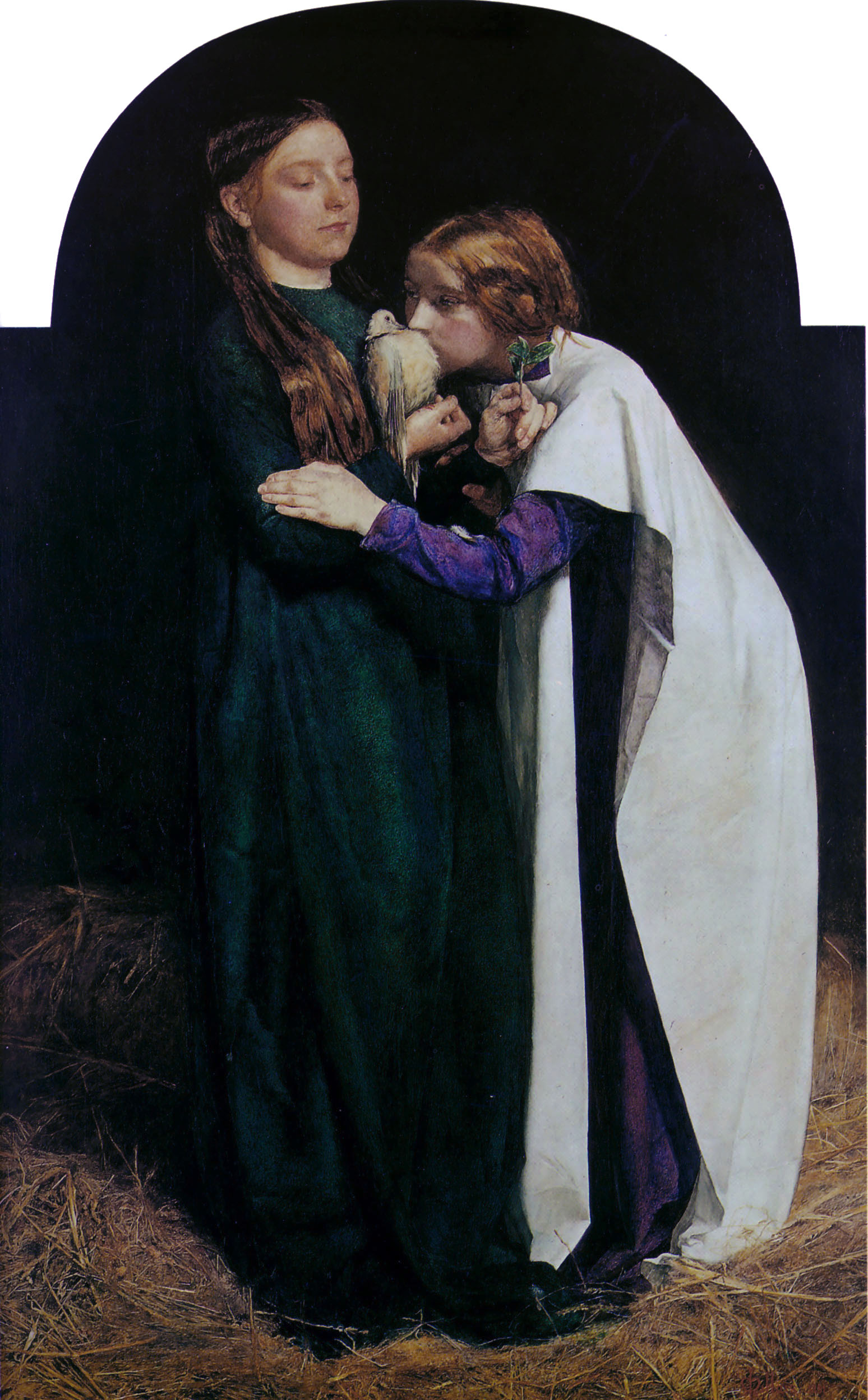
Millais: De terugkeer van de duif naar de ark
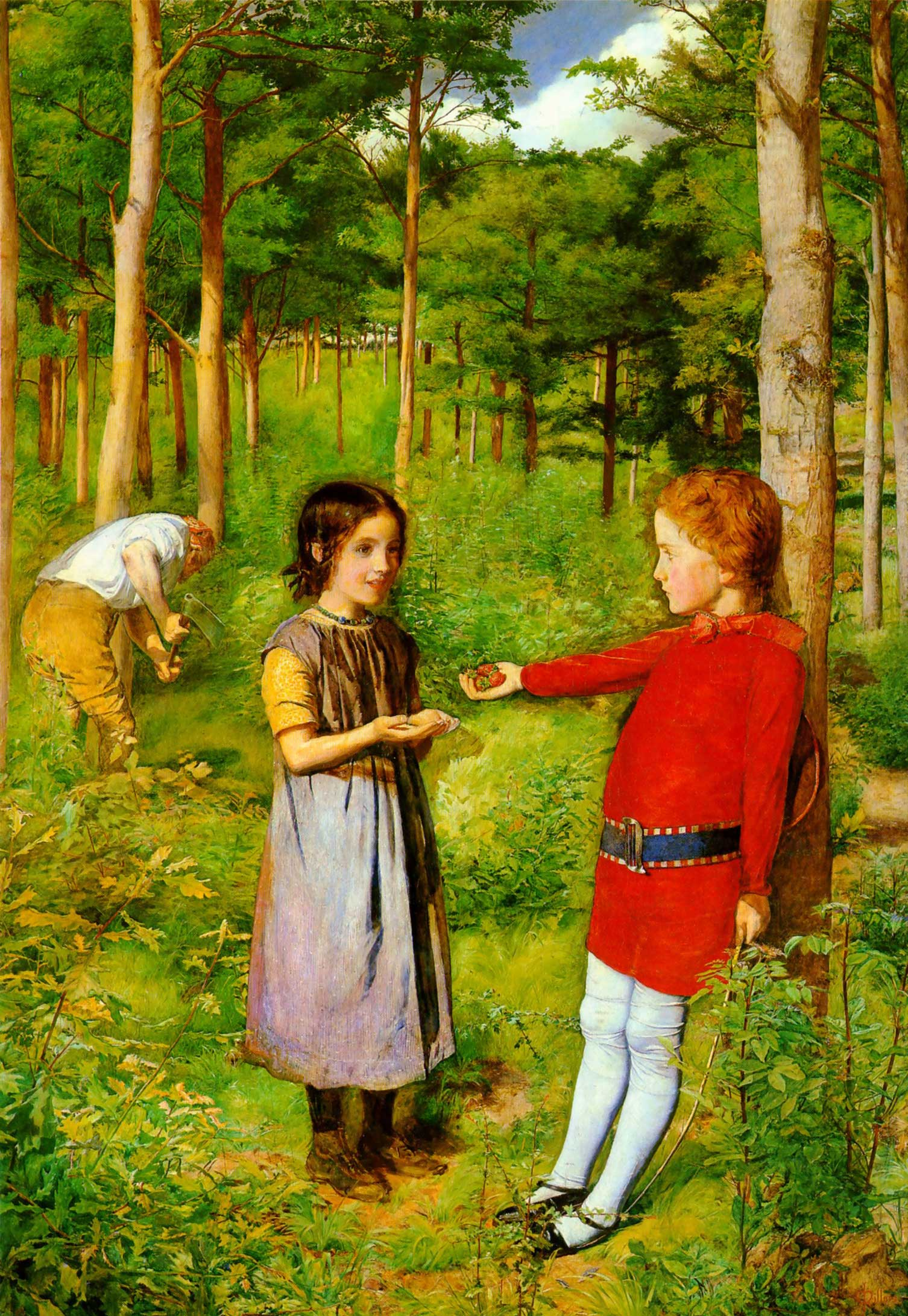
Millais: De houthakkersdochter